# Роберт Свайно
Роберт Свайно (англ. Robert Swinhoe) — британський зоолог, натураліст. Відомий відкриттям нових видів птахів з Південно-Східної Азії.

## Біографія
Народився 1836 року у Калькутті. Навчався у Лондонському університеті. 1854 року вирушив з консульською місією у Китай. Служив у місті Амой (сучасний Сямень). Там він, крім основної діяльності, займався вивченням орнітофауни Східного Китаю. У 1857 році одружився з дочкою шотландського місіонера Крістіною Стронах. У 1860 році брав участь у Другій опіумній війні. Події війни він описав у книзі «Північнокитайська кампанія 1860 року» (1861). Цього ж року призначений консулом на Тайвані. Згодом був консулом в Амої, Нінбо та Яньтаї. Потім став помічником посла Великої Британії у Китаї Резерфорда Алкока.
Виконуючи консульські обов'язки Свайно відвідував острів Хайнань, мандрував по річці Янцзи до Чунціна, в провінції Сичуань, щоб допомогти визначити потенціал судноплавства цієї річки. Паралельно він вивчав фауну регіону. Ця територія раніше не була досліджена західними біологами. Багато зібраних Свайно зразків були невідомими до цього видами. Оскільки він був орнітологом, багато його нових відкриттів були птахами, але він також відкрив нові види риб, ссавців і комах. Він першим привіз до Європи оленя Давида.
Роберт Свайно помер у Лондоні у віці 41 року, ймовірно, від сифілісу.

## Епонім
На честь Роберта Свайно названо 4 види ссавців, 15 видів птахів, 4 види плазунів та 1 вид рослин.
- вид парнокопитних ссавців Capricornis swinhoei
- вид фазанів Lophura swinhoii
- вид ящірок Gekko swinhonis (родина геконові)
- вид ящірок Diploderma swinhonis(родина агамові)
- вид змій Rhabdophis swinhonis (родина полозові)
- вид черепах Rafetus swinhoei
- вид рослин Pieris swinhoei (родина вересові)